# مدل‌سازی

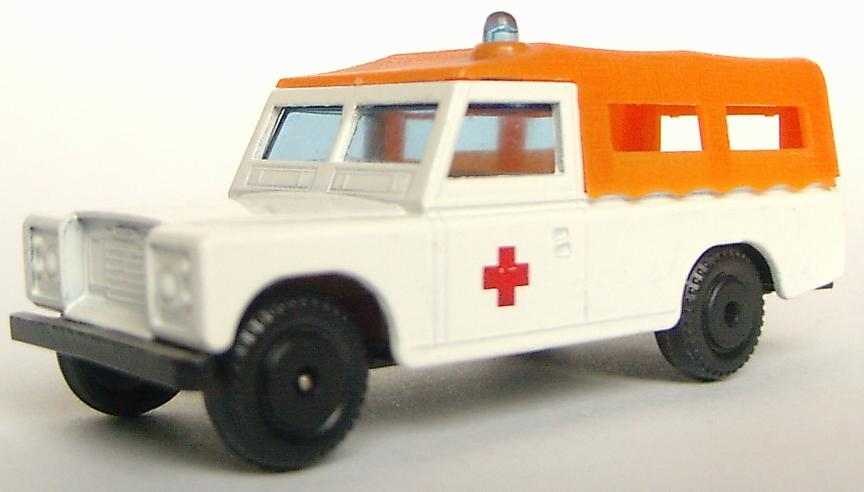
مدل خودرو لندرُوِر

خلاصه‌ای از واقعیت را مدل گویند. به بیان دیگر، نمایش انتزاعی و مجرّد یا آبستره (به فرانسوی: Abstrait) (به انگلیسی: Abstract) یا فیزیکی یک شیء یا سیستم (سامانه) را (از یک دیدگاه و نگاه خاص) مدل می‌نامند.
فرآیند ایجاد و انتخاب مدل‌ها را مدل‌سازی نامیده‌اند. مدل‌ها، انواع گوناگون داشته (مثل مدل فیزیکی، مدل (ریاضی)، مدل آماری، مدل گرافی، نرم‌افزاری، و …) و کاربردهای حیاتی متنوّع و فراوانی در همه زمینه‌های علوم و فناوری دارند. تبدیل یک مفهوم آماری، به زبان ریاضی، نوعی از مدل‌سازی است.
مدل‌ها بر دو نوع هستند:
- مدلهای کیفی
- مدلهای کمی

## نمونه مثال
- مدل (ریاضی)
- نظریه مدل
- شبیه‌سازی
- مدل فیزیکی
- مدل گرافی
- مدل آماری
- نظریه مدل